# Томас Онгелібел Ременгесау
Томас Онгелібел Ременгесау (англ. Thomas Ongelibel Remengesau; 28 листопада 1929 — 3 серпня 2019) — палауський політик, двічі виконувач обов'язків президента Палау, віце-президент Палау (1985—1988, 1993—2001).

## Родина
Син Томмі Ременгесау-молодший — шостий та восьмий президент Палау.